# Nils Muižnieks
Nils Muižnieks est un défenseur des droits de l'homme letton né le 31 janvier 1964 aux États-Unis. Il est choisi par l'Assemblée parlementaire du Conseil de l'Europe comme Commissaire aux droits de l'homme du Conseil de l'Europe en date du 1er avril 2012.

## Biographie
Il a reçu le doctorat en philosophie sur l'étude de la science politique à l'Université de Californie à Berkeley en 1993 après avoir fini ses études à l'Université de Princeton avec summa cum laude en 1988.
Il était le président du Centre letton pour les droits de l'homme de 1999 à 2002, et de la Commission européenne contre le racisme et l'intolérance de 2002 à 2004.
Ses intérêts sont les droits des vulnérables, des minorités et des personnes handicapées, les droits des femmes, les droits de l'enfant, les droits des réfugiés et la lutte contre toutes les discriminations et le racisme, y compris sur les Roms. Il a aussi promu l'intégration, le réseautage social et la protection des données personnelles et de la liberté de la presse.
Le 13 avril 2015, Nils Muiznieks publie dans le journal Le Monde une tribune aux côtés de Michel Forst, rapporteur spécial des Nations unies sur la situation des défenseurs des droits de l’homme, et Ben Emmerson, alors rapporteur spécial des Nations unies sur la promotion et la protection des droits de l’homme et des libertés fondamentales dans la lutte antiterroriste. Les trois personnalités y expriment leurs inquiétudes concernant le projet de loi français sur le renseignement, alors examiné à l’Assemblée nationale.